# Porter (Indiana)
Porter es un pueblo ubicado en el condado de Porter en el estado estadounidense de Indiana. En el Censo de 2010 tenía una población de 4858 habitantes y una densidad poblacional de 289,28 personas por km².

## Geografía
Porter se encuentra ubicado en las coordenadas 41°37′39″N 87°4′58″O / 41.62750, -87.08278. Según la Oficina del Censo de los Estados Unidos, Porter tiene una superficie total de 16.79 km², de la cual 16.06 km² corresponden a tierra firme y (4.38%) 0.74 km² es agua.

## Demografía
Según el censo de 2010, había 4858 personas residiendo en Porter. La densidad de población era de 289,28 hab./km². De los 4858 habitantes, Porter estaba compuesto por el 94.26% blancos, el 1.09% eran afroamericanos, el 0.35% eran amerindios, el 0.95% eran asiáticos, el 0.02% eran isleños del Pacífico, el 1.65% eran de otras razas y el 1.69% pertenecían a dos o más razas. Del total de la población el 6.57% eran hispanos o latinos de cualquier raza.